# Пікель Річард Вітольдович
Річард Вітольдович Пікель (20 червня 1896, Тіфліс — 24 серпня 1936, Москва) — радянський державний діяч.

## Біографія
Народився в Тіфлісі. Закінчив гімназію в Таганрозі (1915). Навчався на юридичному факультеті Ростовського університету який незакінчив. Працював репортером і секретарем статистичного управління міської управи міста Ростов-на-Дону.
З листопада 1917 народний комісар юстиції, згодом в січні 1918 р. народний комісар освіти Західної області. З травня 1918 р. по лютий 1919 року очолював Могилівський губернський революційний комітет і ВРНГ Західної комуни, Північної Білорусі і Литви. З березня 1919 по листопад 1919 голова Мінського губревкому. Член Центрального комітету Комуністичної партії Литви і Білорусі. З листопада 1919 по січень 1922 рр. очолює політичне управління різних частин РСЧА. З травня 1921 року начальник політуправління військ України і Криму, член ВУЦВК. З 1922 по 1924 роки військовий комісар Вищих військових академічних курсів старшого комскладу. З 1924 по 1926 роки завідував секретаріатом Голови Виконкому Комінтерну Григорія Зінов'єва.
З 1927 по 1929 роки один із членів Головного репертуарного комітету. Виступав як літературний і театральний критик. У 1930 працював заступником директора Камерного театру О. Таїрова. З 1932 р. відповідальний редактор Спілки Драматургів. З 1934 по 1935 роки директор навчального комбінату на острові Шпіцберген.
В 1936 році заарештований у справі антирадянського об'єднаного троцкистсько-зінов'євського центру, засуджений до страти. 13 липня 1988 року Пленумом Верховного суду СРСР реабілітований.